# Gnosonesimidae
Gnosonesimidae är en familj av plattmaskar. Gnosonesimidae ingår i klassen Lecithoepiteliata, fylumet plattmaskar och riket djur.
Familjen innehåller bara släktet Gnosonesima. Gnosonesimidae är enda familjen i klassen Lecithoepiteliata.